# Xagàrovo
Xagàrovo (en rus: Шагарово) és un poble de l'óblast de Kursk, a Rússia, segons el cens del 2010 tenia un habitant.